# Jeep Gladiator
Jeep Gladiator (або Jeep Pickup) — повнорозмірний пікап на основі платформи великого SJ (Jeep Wagoneer), який виготовлявся з 1962 по 1988 рік. Jeep Gladiator перебував у виробництві протягом більше ніж 26 років лише з невеликими механічними змінами. Гладіатор був основою перших повоєнних армійських вантажівок США, створених як цивільні транспортні засоби та адаптованих у військових цілях.

## Перше покоління

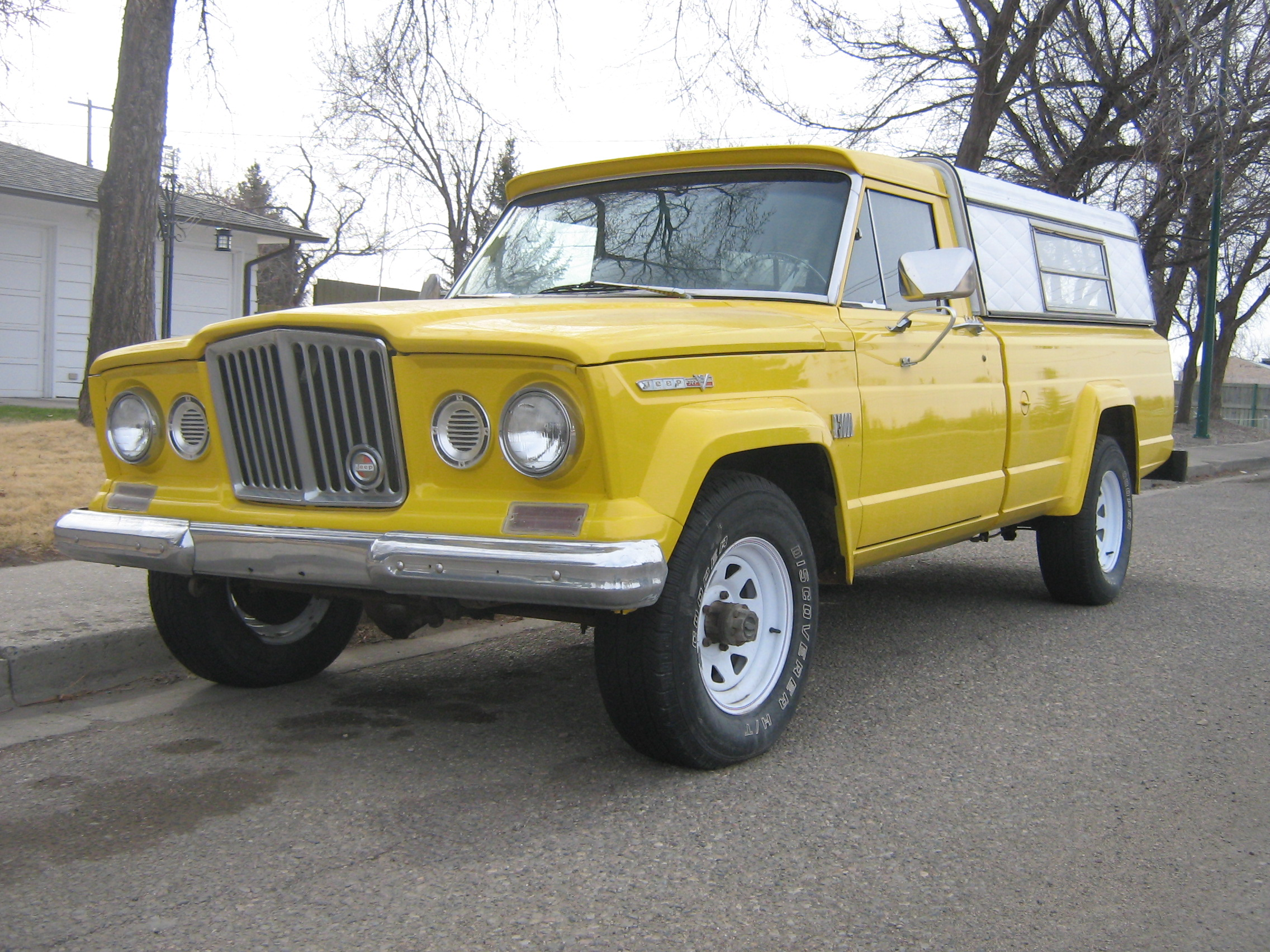
Jeep Gladiator (1962–1971)

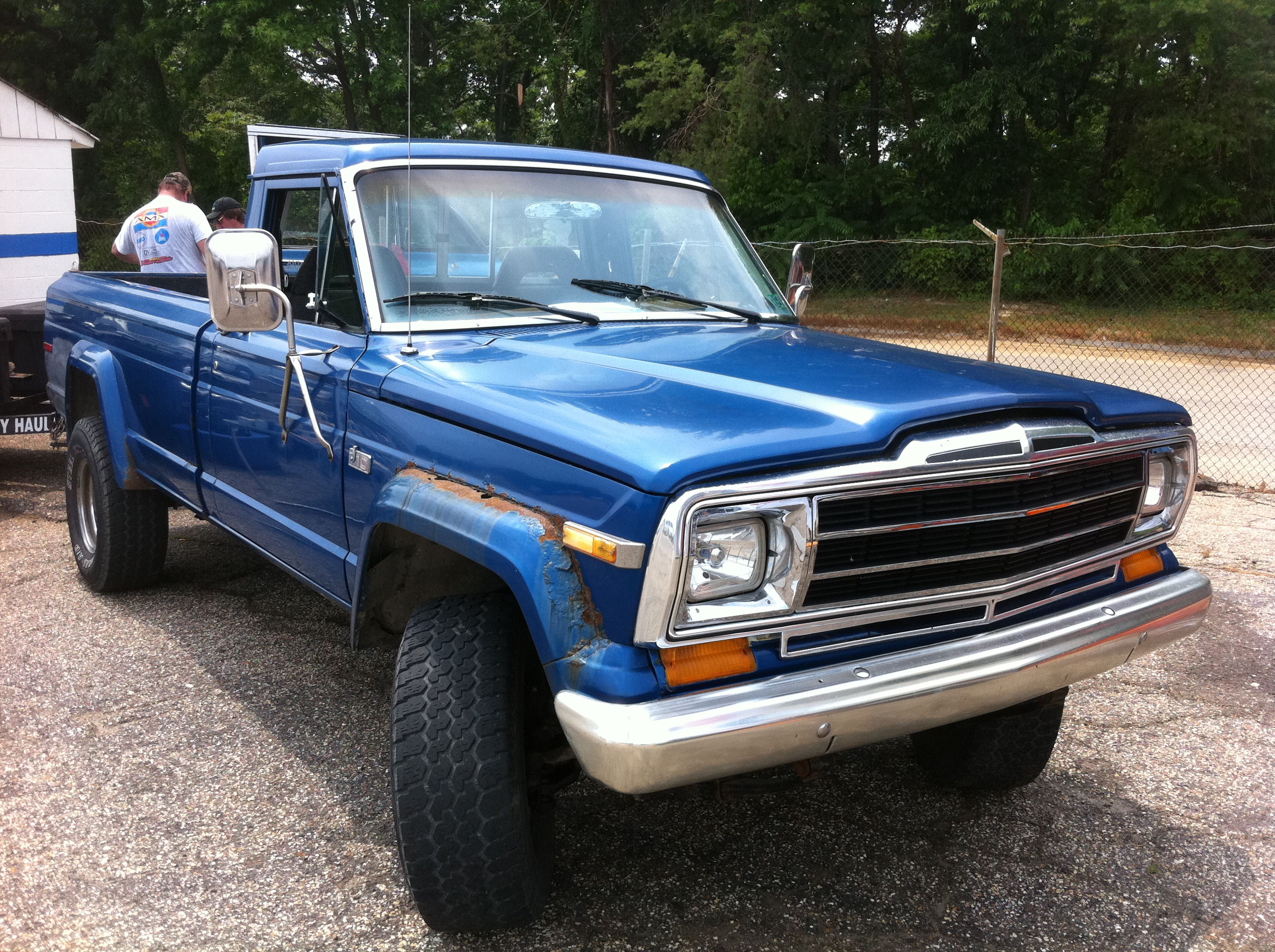
Jeep J-10 (1971–1988)

Автомобіль збудований на основі великого позашляховика Jeep Wagoneer, який з'явився в тому ж році. Фактично можна сказати, що машини ділили платформу SJ, частина кузовних панелей і силові агрегати. У пікапа, вважаючи різні роки випуску і модифікації, моторів було аж сім: від 142-сильною рядною «шістки» 3.8 Tornado до агрегату V8 6.6 AMC (у нього було кілька версій з віддачею понад 200 і більше 300 к.с.). Зміна їх асортименту в міру еволюції моделі частково була пов'язана і з еволюцією фірми: первісна Willys-Overland Motors в 1963 році об'єдналася з Kaiser Motors, перетворившись в Kaiser Jeep Corporation, а в 1970-м виробник Jeep перейшов до рук American Motors Corporation (AMC).
Пікап Gladiator випускався у двох версіях по колісній базі, плюс ще в третій, найбільшою, як шасі для кемпера. Привід міг бути заднім і повним, коробки передач — три- або чотириступінчаста «механіка» або тридіапазонний «автомат».
Щиро кажучи, життя цієї моделі в 1971 році не закінчилася, але ім'я Gladiator було відкинуто. Пікапи стали продаватися просто як Jeep pickup або J-series, протримавшись на конвеєрі з численними змінами до 1988 року. Роком раніше AMC була поглинена Крайслером, якому виявився не потрібен суперник для пікапів Dodge, тому пікапи Jeep зникли. Виняток склав Jeep Comanche (1985-1992), але він ґрунтувався вже на іншій базі, на моделі Jeep Cherokee (XJ).

### Двигуни
- 3,8 л Tornado Р6 140 к.с.
- 3,8 л AMC Р6
- 4,2 л AMC Р6 112 к.с.
- 5,4 л AMC Vigilante V8 250 к.с.
- 5,7 л Buick Dauntless V8 230 к.с.
- 5,9 л AMC V8 177 к.с.
- 6,6 л AMC V8 218 к.с.

## Друге покоління (JT)

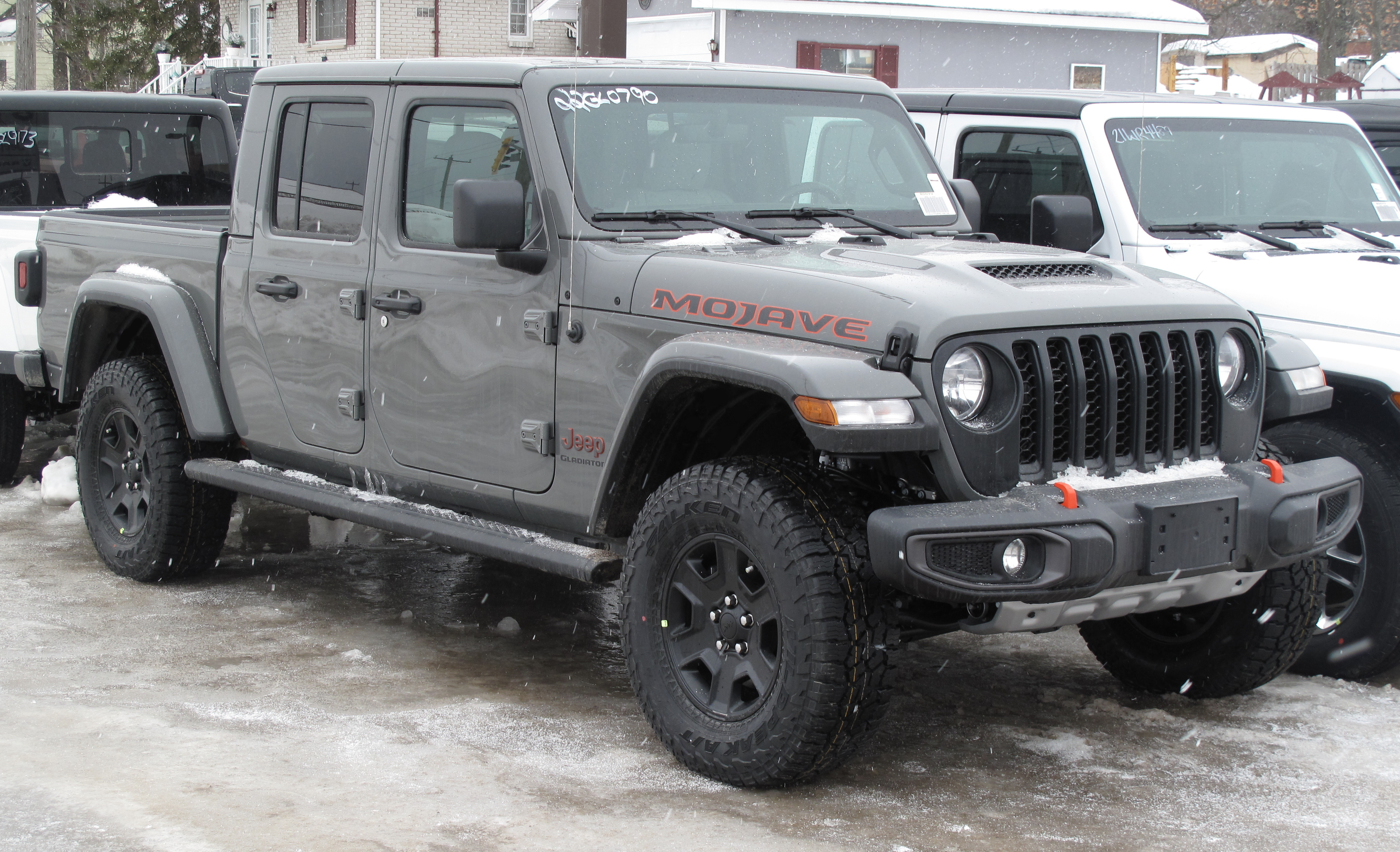
Jeep Gladiator (JT)

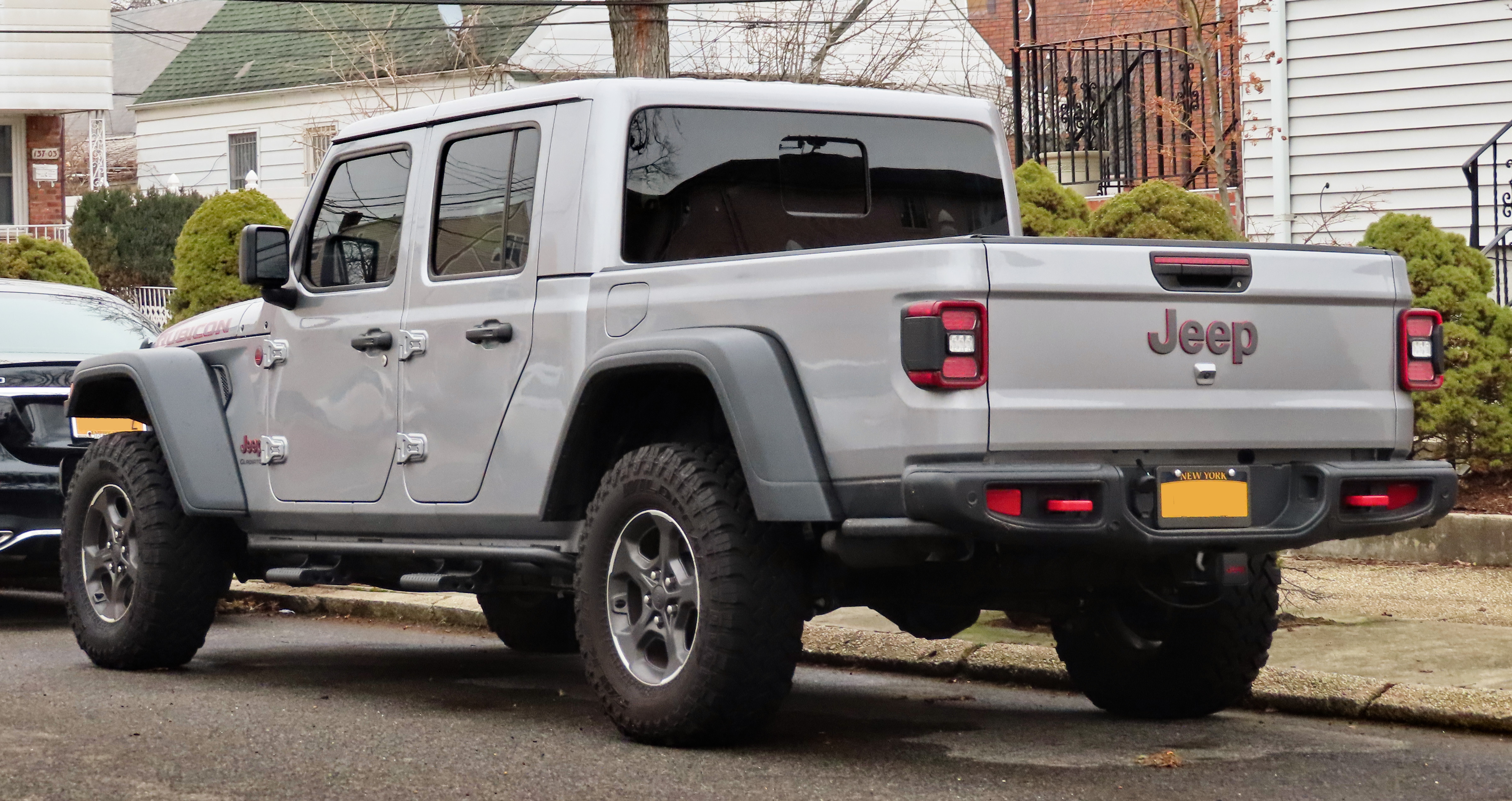

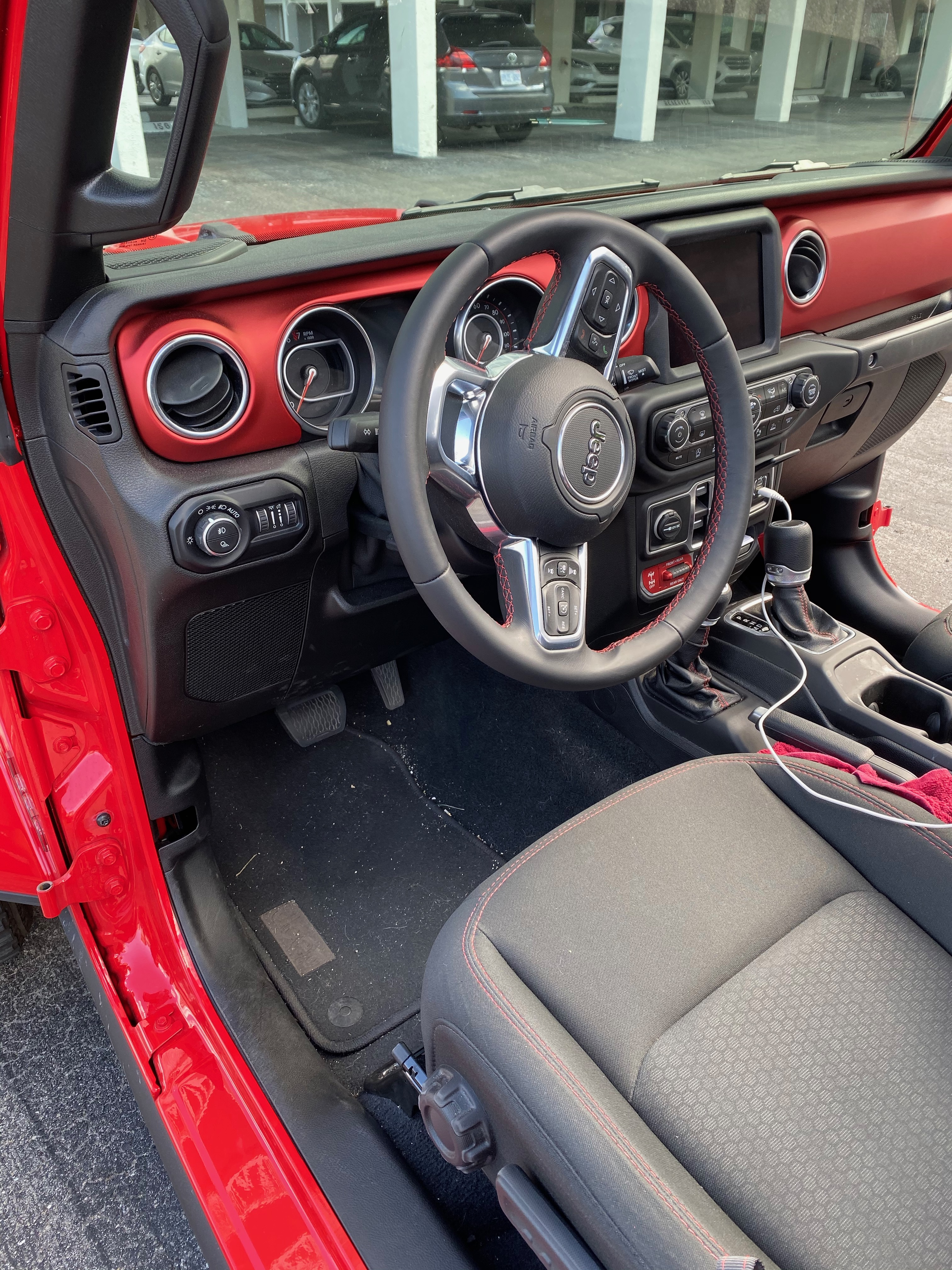

15 листопада 2018 року довгоочікуваний пікап на основі моделі Jeep Wrangler розсекречений в мережі. Дебют моделі відбувся в кінці 2018 року на автошоу в Лос-Анджелесі. Технічно автомобіль з заводським кодом JT практично один в один повторює побратима Ренглер. Але є особливості.
Компанія пообіцяла кращі в класі середньорозмірних пікапів показники вантажопідйомності і маси причепа: 725 і 3470 кг відповідно. Гладіатор 2021 року доступний лише в одному компонуванні: п'ятимісна кабіна та вантажна платформа об'ємом 1005 л. Для додаткової зручності виробник передбачив відсік для перевезення речей під задніми сидіннями. 
Мотор на пікапі поки один, той же, що вважається базовим для Ренглер, - V6 3.6 Pentastar (289 к.с., 352 Нм) з системою star/stop. Він поєднується з шестиступінчастою «механікою» або з восьмідіапазонним «автоматом». Але в 2020 році на додаток до цього агрегату з'явиться дизель V6 3.0 EcoDiesel з восьмиступінчастим «автоматом» і системою start/stop. У релізі його віддача не вказана, проте є неофіційні дані - 264 к.с. і 599 Нм. Такий же мотор повинен бути доданий і в асортимент родинного Ренглер. Нагадаємо, зараз в США у нього крім «шістки» 3.6 є турбочетвірка 2.0 Hurricane (272 к.с., 400 Нм), а в Європі продається Wrangler з дизелем 2.2 MultiJet II (200 к.с. і 450 Нм). У 2020-му у Ренглер з'явиться гібридна версія з зарядкою від розетки, але неясно, чи дістанеться вона і Гладіатора.

### Двигуни
- 3.6 л Pentastar V6 289 к.с., 352 Нм
- 3.0 л EcoDiesel V6 264 к.с., 599 Нм

## Продажі
| рік  | США    | Канада | Мексика |
| ---- | ------ | ------ | ------- |
| 2019 | 40,037 | 1,950  | 394     |
| 2020 | 77,542 | 4,481  | 1,325   |
| 2021 | 89,712 | 4,724  | 1,259   |